# Amalia Assur
Amalia Assur, född 8 juni 1803 i Stockholm, död 1889, var en svensk tandläkare och tandhygienist. Hon var troligen Sveriges första kvinnliga tandläkare. Hon utgjorde dock ett specialfall, och var verksam innan yrket generellt öppnades för kvinnor år 1861.

## Biografi
Assur var dotter till hovtandläkaren Joel Assur, en av Sveriges första tandläkare, och Esther Moses Heilbuth. Även hennes bror var tandläkare. Assur var sin fars assistent i yrket. När hennes far avled 1837 fortsatte hon driva hans praktik. Formellt arbetade hon under sin bror James Assur. Hon fick Kongl. Sundhetskollegiums tillstånd att på egen hand praktisera i yrket år 1852. Hon beskrivs då som ogift, mamsell. Detta möttes av en del hätskhet i pressen då hon var av judisk börd. Ännu år 1864 var hon verksam i Stockholm.
Amalia Assur var Sveriges första kvinnliga tandläkare, men hon utgjorde ett undantagsfall, eftersom hon fick en personlig dispens och yrket även efter att hon fått utöva det fortfarande formellt inte var öppet för kvinnor generellt. Rosalie Fougelberg blev 1866 den första kvinnliga tandläkaren i Sverige sedan yrket öppnats även för kvinnor. Den första svenska kvinna som avlade tandläkarexamen på samma villkor som en man var Carolina Gällstedt-Kronmann 1870, som dock tog examen i Köpenhamn; den första kvinna som avlade tandläkarexamen i Sverige var Constance Elbe 1889.